# Ягнёнок (фильм, 1915)
«Ягнёнок» (англ. The Lamb, 1915 год) — художественный фильм Кристи Кэбэнн 1915 года. Премьера фильма состоялась в США 23 сентября 1915 года. Фильм повторно был выпущен в прокат 2 сентября 1917 года. Сценарий к фильму написал Дэвид Уорк Гриффит под псевдонимом Гранвилль Уорвик по пьесе «Генриетта» Бронсона Говарда. Кинодебют Дугласа Фэрбенкса. Фильм вошёл в первую программу фильмов кинокомпании «Трайэнгл» и пользовался огромным успехом. Фильм хранится в киноархиве «George Eastman House».

## Сюжет
Дуглас, робкий и избалованный родителями молодой человек, ссорится со своей невестой из-за того, что у него не нашлось смелости спасти какую-то девушку, которая притворилась, будто тонет, чтобы попасть в его объятия. Робкий юноша следует за невестой в Аризону, научившись боксу и став настоящим атлетом. Он выходит из поезда на маленьком пустынном полустанке, отстает от него и пытается догнать на автомобиле. Но на него нападают бандиты. Он участвует в мексиканской революции. Его невесту берут в плен восставшие. Он же благодаря своей спортивной ловкости спасает её.

## В ролях
- Дуглас Фэрбенкс — Джеральд
- Сина Оуэн — Мэри
- Уильям Лоури — вождь яки
- Лилиан Лэнгдон — мать Мэри
- Монро Солсбери — кузен Мэри
- Кейт Тонкрей — мать Джеральда
- Альфред Пэджет — Билл Кактус
- Орлиный Глаз — вождь яки
- Эдвард Уоррен — слуга Джеральда
- Джулия Фэй
- Том Кеннеди
- Чарльз Стивенс
- Мэри Турман